# Ernst-Eberhard Hell
Ernst-Eberhard Hell (19 de septiembre de 1887 - 15 de septiembre de 1973) fue un general alemán de la Wehrmacht durante la II Guerra Mundial. Comandó varias divisiones y posteriormente un cuerpo de ejército. Fue condecorado con la Cruz de Caballero de la Cruz de Hierro con Hojas de Roble de la Alemania Nazi.
Hell se rindió a las fuerzas soviéticas en agosto de 1944 durante la Ofensiva soviética de Jassy-Kishinev. Fue retenido en la Unión Soviética como criminal de guerra hasta 1955.

## Condecoraciones
- Cruz de Hierro (1914) 2ª Clase (11 de septiembre de 1914) & 1ª Clase[1]
- Orden al Mérito Militar, 4ª Clase con Espadas (Baviera)[2]
- Cruz al Mérito Militar, 3ª Clase con Decoración de Guerra (Austria-Hungría)[2]
- Medalla Liakat en Plata con Sables[2]
- Estrella de Gallipoli[2]
- Broche de la Cruz de Hierro (1939) 2ª Clase (12 de mayo de 1940) & 1ª Clase (17 de mayo de 1940)[1]
- Cruz Alemana en Oro el 14 de junio de 1942 como General der Artillerie y comandante del VII Cuerpo de Ejército[3]
- Cruz de Caballero de la Cruz de Hierro con Hojas de Roble
  - Cruz de Caballero el 1 de febrero de 1943 como General der Artillerie y comandante del VII Cuerpo de Ejército[4]
  - 400ª Hojas de Roble el 4 de junio de 1944 como General der Artillerie y comandante del VII Cuerpo de Ejército[4]